# ريتشارد غريفز
ريتشارد غريفز (بالإنجليزية: Richard Graves)‏ (4 مايو 1715 في المملكة المتحدة - 23 نوفمبر 1804)؛ كاهن، شاعر، كاتب وروائي بريطاني.